# دائرة فرنسا الثالثة الانتخابية
دائرة فرنسا الثالثة الانتخابية أو فرنسا 3 (بالفرنسية: Troisième circonscription de la France) هي واحدة من الدوائر الانتخابية للتونسيين في الخارج الذين يبلغ عددهم 10، وذلك إلى الـ151 دائرة انتخابية في داخل تونس. ٱحدثت ضمن تعديل القانون الانتخابي الذي جرى في 15 سبتمبر 2022 من قبل الرئيس قيس سعيد.
تغطي هذه الدائرة قنصليات مرسيليا ونيس وتولون. خصص لهذه الدائرة مقعد واحد من جملة 161 مقعد في مجلس نواب الشعب.

## الانتخابات التشريعية 2022: «مرشح وحيد»
أعلن رئيس الهيئة العليا المستقلة للانتخابات فاروق بوعسكر، الخميس 3 نوفمبر 2022، إن العدد الجملي للترشحات في دائرة فرنسا 3، بلغ 5 ترشحات، بينما لم تقبل الهيئة إلا مطلب ترشح وحيد أوليا. ووفق القانون الانتخابي الجديد فإن «المترشح الوحيد» في أي دائرة يعتبر فائزا بشكل تلقائي.

## مرجع
1. ↑  "صدور مرسوم تنقيح القانون الانتخابي بالرائد الرسمي". RadioMosaiqueFM. مؤرشف من الأصل في 2022-09-22. اطلع عليه بتاريخ 2022-10-18.
2. ↑  "التشريعية: 7 دوائر بلا ترشّحات.. و10 ذات ترشح وحيد". RadioMosaiqueFM. مؤرشف من الأصل في 2022-11-25. اطلع عليه بتاريخ 2022-11-05.

## مقالات ذات صلة
- الانتخابات في تونس